# Darantasia extensa
Darantasia extensa là một loài bướm đêm thuộc phân họ Arctiinae, họ Erebidae.